# Пичугин (Волгоградская область)
Пичугин — хутор в Серафимовичском районе Волгоградской области. Входит в состав Зимняцкого сельского поселения. Население 119 человек (2010).

## История
Во время Вели кой Отечественной войны проходили ожесточенные бои. В них отличился будущий Герой Советского Союза Михаил Андреевич Шаховцев, а тогда гвардии старший лейтенант Шаховцев. Он истребил 2 офицеров и 15 солдат противника, и был награждён орденом Красной Звезды.

## География
Населённый пункт расположен на западе области, в 8 км юго-западнее х. Зимняцкий, у р. Протока и лесного массива.
Площадь 63 га.
Хутор разделен на два обособленных квартала. Уличная сеть состоит из трёх географических объектов: Луговая, Придорожная и Речная.
Абсолютная высота 56 метров над уровня моря
.

## Население
| 2010 |
| ---- |
| 119  |

Гендерный состав
По данным Всероссийской переписи населения 2010 года в гендерной структуре населения из 119 человек мужчин 57, женщин — 62 (47,9 и 52,1 % соответственно).
Национальный состав
Согласно результатам переписи 2002 года, в национальной структуре населения
русские составляли 94 % из общей численности населения в 156 человек

## Инфраструктура
Лично-подсобное хозяйство.

## Достопримечательности
Учёные, обследовав территории от хутора Пимкин до хутора Пичугин, обнаружили, что здесь обитают редкие животные и произрастают растения, занесённые в Красную книгу Волгоградской области, предложив ввести обследованную территорию в состав Усть-Медведицкого природного парка

## Транспорт
Находится у автомобильной дороги 18 ОП РЗ 18А-2 «Михайловка (км 15) — Серафимович — Суровикино» (Постановление Администрации Волгоградской обл. от 24.05.2010 N 231-п (ред. от 26.02.2018) «Об утверждении Перечня автомобильных дорог общего пользования регионального или межмуниципального значения Волгоградской области»).